# Floris al IV-lea de Olanda
Floris al IV-lea (n. 24 iunie 1210, Haga, Comitatul Olanda – d. 19 iulie 1234, Corbie, Picardie⁠(d), Franța) a fost conte de Olanda de la 1222 până la moarte.
Floris a fost fiul contelui Willem I de Olanda cu prima sa soție, Adelaida de Geldern.
Floris al IV-lea a succedat tatălui său din 1222. Regent al său a fost Balduin de Bentheim. De asemenea, el a achiziționat ținutul Altena. El a avut parte de dispute continue cu episcopul de Utrecht, Otto al II-lea de Lippe, însă i-a acordat sprijin acestuia în lupta împotriva țăranilor răsculați din Drenthe în 1227. Floris a fost un adevărat cavaler, care a pornit în cruciada împotriva Stedingen, la nord de Bremen în 1234.
În 19 iulie 1234, el a fost ucis în cadrul unui turnir la Corbie, în Franța.

## Căsătorie și descendenți

Blazonul conților de Olanda.

Floris s-a căsătorit înainte de 6 decembrie 1224 cu Matilda de Brabant, fiică a ducelui Henric I de Brabant cu Matilda de Flandra (consemnată și ca Maud de Boulogne și de Alsacia). Copii lor au fost:
- Willem (n. 1227 – d. 1256), succesor în Comitatul de Olanda și rege romano-german;
- Floris (n.c. 1228 – d. 1258), regent al Olandei (1256 – 1258);
- Adelaida (n.c. 1230 – d. 1284), regentă a Olandei (1258 – 1263); căsătorită în 1246 la Frankfurt pe Main cu Ioan I d'Avesnes, conte de Hainaut; descendenții lor au moștenit Comitatul de Olanda;
- Margareta (d. 1277), căsătorită în c. 1249 cu contele Herman I de Henneberg;
- Mechtild.